# James L. Brooks
James Lawrence Brooks (Nova Iorque, 9 de maio de 1940) é um diretor, roteirista e produtor de cinema e televisão norte-americano. Crescendo em North Bergen, Nova Jérsei, Brooks passava seu tempo lendo e escrevendo. Depois de sair da Universidade de Nova Iorque, ele consenseguiu um emprego como arrumador na CBS, posteriormente passando a escrever para a CBS News. Ele mudou-se para Los Angeles em 1965, trabalhando nos documentários de David L. Wolper. Após ser demitido, Brooks conheceu o produtor Allan Burns, que lhe arranjou um emprego como roteirista na série My Mother the Car.
Brooks escreveu para vários programas antes de ser chamado para trabalhar em My Friend Tony, mais tarde criando Room 222. Grant Tinker contratou Brooks e Burns na MTM Enterprises para criar The Mary Tyler Moore Show em 1970. O programa, um dos primeiros a ter uma mulher trabalhadora independente como protagonista, foi um enorme sucesso e ele venceu vários Emmy do Primetime. Brooks e Burns acabariam por criar dois spin-offs de Mary Tyler Moore: Rhoda (uma comédia) e Lou Grant (um drama). Ele deixou a MTM em 1978 para co-criar Taxi que, apesar de ter vencido vários Emmys, sofreu de baixos índices de audiência e foi cancelada em duas ocasiões.
Brooks então chegou ao cinema escrevendo e co-produzindo Starting Over em 1979. Seu projeto seguinte foi o aclamado Laços de Ternura, que ele produziu, escreveu e dirigiu, vencendo um Oscar por todas as posições. Baseando-se em suas experiências como jornalista, ele realizou Broadcast News, recebendo outras duas indicações ao Oscar. Seus filmes seguintes foram I'll Do Anything e Melhor É Impossível. Após sete anos, ele voltou ao cinema com Espanglês. Seus sexto filme, How Do You Know, foi lançado em 2010. Brooks também produziu Say Anything… e Bottle Rocket.
Apesar de não ter planejado, Brooks voltou para a televisão em 1987 como produtor de The Tracey Ullman Show. Ele contratou o cartunista Matt Groening para criar uma série de curtas para o programa, que eventualmente levou a criação de The Simpsons em 1989. A série venceu inúmeros prêmios e ainda está sendo exibida. Brooks também co-produziu e co-escreveu em 2007 a adaptação cinematográfica do programa, Os Simpsons: o Filme. No total, Brooks já foi indicado 47 vezes ao Emmy, vencendo em vinte ocasiões.

## Carreira
Em 1987 o Chicago Sun Times descreveu a carreira de Brooks como Crescendo sem Parar. Embora tendo se formado em relações publicas, ele é um dos maiores produtores televisivos da história, começou trabalhando como assistente de Allan Burns, e acabou sendo contratado pela MTM Productions onde sua carreira deslanchou, foi aclamado com vários prêmios, dentre eles 19 Emmy Awards, o maior vencedor do prémio da história. Os prêmios foram nove para Os Simpsons,  três para Taxi, cinco para The Mary Tyler Moore Show, e dois para The Tracey Ullman Show.
Mas a sua obra prima foi a série de animação Os Simpsons, uma série de grande sucesso televisivo, pela qual ele foi produtor executivo e roteirista da série animada de maior sucesso no mundo, vencedora de diversos prêmios Emmy e no ar há 30 anos, a série deu grande prestígio para Brooks além de marcar a volta do cineasta para a televisão, pela qual estava afastado por quase 10 anos.
Em 1983, veio seu segundo filme Laços de Ternura, o filme levou quatro anos para ser filmado com um orçamento de 8,5 milhões, o filme também foi o maior sucesso de sua carreira, lhe rendeu o Oscar de melhor diretor, Oscar de melhor filme, e o Oscar de melhor roteiro adaptado.
Brooks tinha medo da atenção que o Oscar traria para ele como "privado de um perfil baixo", e achando "difícil trabalhar com os holofotes brilhando em seus olhos."
Após o sucesso de Laços de Ternura, Brooks lançou Broadcast News que recebeu criticas positivas e lhe deu mais indicações ao Oscar e I'll Do Anything que receberam criticas medianas, foi então que ele lançou Melhor É Impossível, filme que lhe rendeu mais duas nomeações ao Oscar na categoria de Oscar de melhor filme, e o Oscar de melhor roteiro original e rendeu o Oscar de melhor atriz para Helen Hunt e o Oscar de melhor ator para Jack Nicholson.
Brooks ficou afastado do cinema por sete anos até o lançamento de Espanglês, que ele dirigiu e escreveu, ele optou por Adam Sandler no papel principal, pois ele queria ver Sandler em uma atuação mais dramática ao invés de mais uma comédia familiar, típica do ator.
Após Espanglês, em 2007 veio Os Simpsons: o Filme, Brooks foi o produtor e roteirista do filme, que foi aclamado pela critica, e rendeu vários outros prêmios para Brooks. Em 2011 veio How Do You Know, que ele foi produtor, roteirista e diretor, o filme recebeu criticas negativas e teve uma fraca bilheteria, muitos críticos já o consideram o pior da carreira de Brooks.
Brooks também produziu diversos filmes, dentre eles os sucessos Big e Jerry Maguire, este último ele produziu junto com Cameron Crowe.

### Filmografia
| Ano  | Filme                | Cargo                       | Notas |
| ---- | -------------------- | --------------------------- | ----- |
| 1979 | Starting Over        | Produtor Roteirista         |       |
| 1983 | Laços de Ternura     | Diretor Produtor Roteirista |       |
| 1987 | Broadcast News       | Diretor Produtor Roteirista |       |
| 1988 | Big                  | Produtor                    |       |
|      | Say Anything…        | Produtor Executivo          |       |
| 1994 | I'll Do Anything     | Diretor Produtor Roteirista |       |
| 1996 | Jerry Maguire        | Produtor                    |       |
| 1997 | Melhor É Impossível  | Diretor Produtor Roteirista |       |
| 2004 | Espanglês            | Diretor Produtor Roteirista |       |
| 2007 | Os Simpsons: o Filme | Produtor Roteirista         |       |
| 2010 | How Do You Know      | Diretor Produtor Roteirista |       |
| TBA  | Ella McCay           | Diretor Produtor Roteirista |       |